# Korbacz (ser)

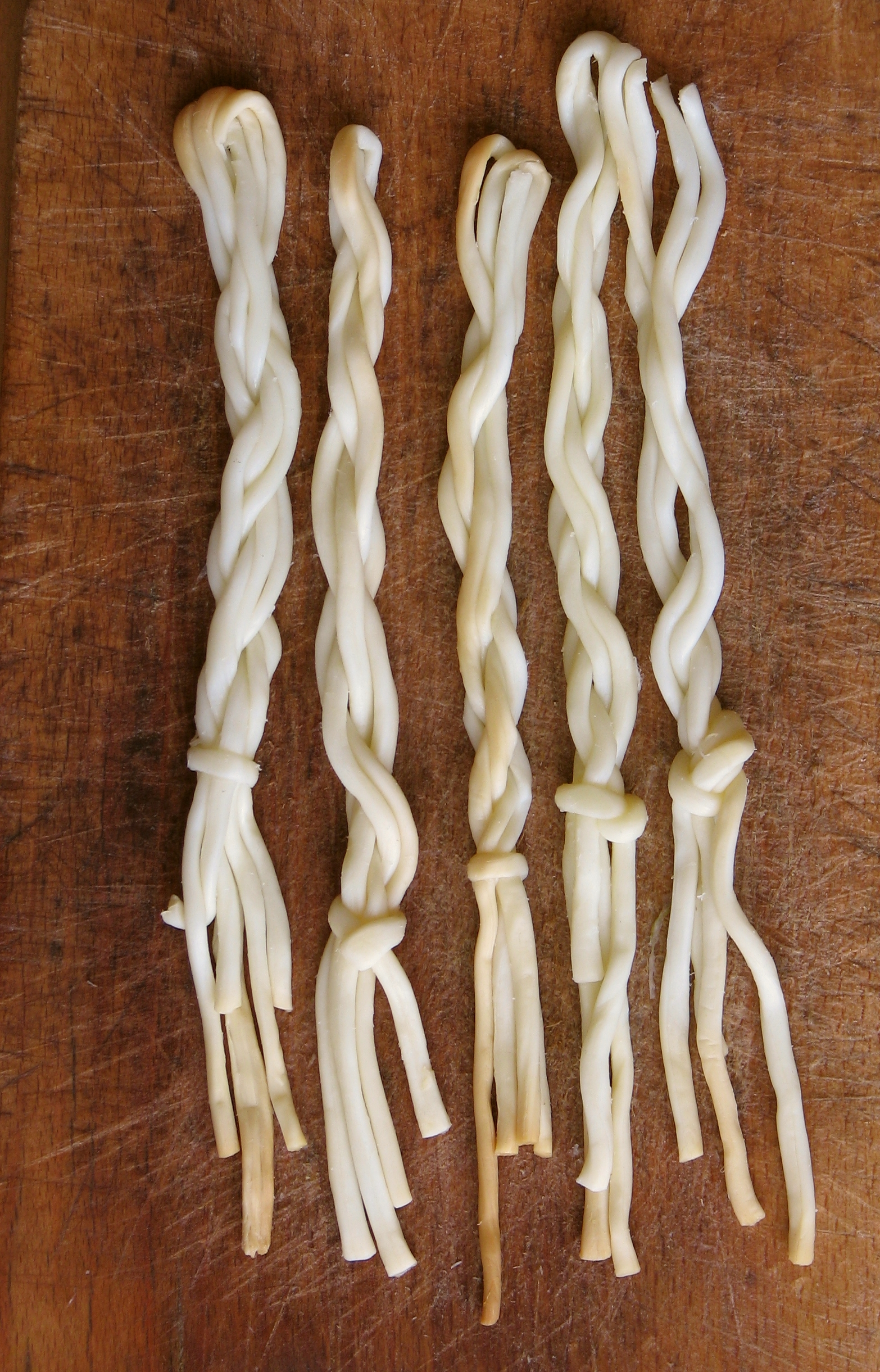
Korbacz

Korbacz, korboc (w wymowie góralskiej najczęściej w liczbie mnogiej korboce) – rodzaj sera góralskiego produkowany z mleka krowiego. Jego historia sięga blisko dwustu lat. Kształtem przypomina długie nitki makaronu, najczęściej splecione w warkocz lub wiązki. Smak ma łagodny, mniej słony niż oscypek, nie jest też tak twardy. Bardzo często podawany jako zakąska na góralskich weselach, stanowi też dodatek wielu sałatek i innych potraw. Można spotkać korbacze wędzone o ciemnobrązowej barwie oraz całkiem jasne, niewędzone.
Na Słowacji nazywa się korbačik. Dawniej produkowany był tam z mleka owczego, obecnie głównie krowiego. Często stanowi przekąskę do piwa lub wódki. Z produkcji korbačików słynie na Słowacji m.in. miejscowość Zázrivá.